# Намаз
Намаз (от персийски: نماز, namāz) на турски и персийски означава молитва. Тя е един от стълбовете на исляма – фарзове (задължения) на мюсюлманина. Изпълнява се пет пъти за денонощие.
Аллах казва, че първото нещо, за което ще търси сметка на хората, когато отидат в ахирета (отвъдното) е дали са правили намаз, защото това е единственото нещо, което ги отличава от немюсюлманите. Всяка една молитва трябва да бъде извършена навреме. За мъжете е най-добре да я изпълнят в джамия, докато за жените не е задължително. Всяка една молитва се състои от рекяти (части), които са в различен брой за различните молитви. Рекятите биват фарз рекят (задължителен) и сунна рекят (не е задължителен, той е правен от пророка допълнително).
Неизпълнението на петкратната задължителни молитва, без да има някоя религиозна причина за това, е голям грях.
Една от многото ползи, която се извлича при изпълнението на задължителната молитва, е опрощението на малките грехове, които са направени във времето между молитвите.
Хадисът   разказва:
| “ | Пророкът Мохаммад (Аллах да го благослови и с мир да го дари) е казал: „Ако в двора на някой от Вас тече река, и Вие се миете в нея по пет пъти на ден, би ли останала мръсотия по телата Ви.“ Сподвижниците му казали: „Не, не би останала.“ Тогава пророкът (Аллах да го благослови и с мир да го дари) казал: „Същото е и с петкратната молитвата, благодарение на която Аллах опрощава греховете.“ | ” |

## Петкратен намаз
Броят на рекятите от фарза при шиитите и суннитите е еднакъв, но броя на сунна рекятите е различен:
| Име                      | Предписано време                                       | Сунна преди фарза | Сунна преди фарза | Фарз      | Сунна след фарза           | Сунна след фарза                                   |
| Име                      | Предписано време                                       | Суннити           | Шиити             | Фарз      | Суннити                    | Шиити                                              |
| ------------------------ | ------------------------------------------------------ | ----------------- | ----------------- | --------- | -------------------------- | -------------------------------------------------- |
| Сутрешен (Сабах, Фаджр)  | Между зазоряване и изгрев слънце                       | 2 рекята2         | 2 рекята2         | 2 рекята  | -                          | -                                                  |
| Обеден (Йогле, Зухур)    | След точния обед и преди следобеда                     | 4 рекята2         | 4 рекята          | 4 рекята4 | 2 рекята2                  | -                                                  |
| Следобеден (Икинди, Аср) | след свършването на времето за обедния до залез слънце | 4 рекята          | 4 рекята          | 4 рекята  | -                          | -                                                  |
| Вечерен (Акшам, Магриб)  | След залез слънце и преди мрак                         | -                 | 3 рекята          | 3 рекята  | 2 рекята2                  | 2 рекята3                                          |
| Нощен (Яци, Иша)         | От мрак до зазоряване6                                 | 4 рекята          | -                 | 4 рекята  | 2 рекята 2 + 3 рекята Уитр | 2 рекята 3 и 7 + 8 рекята (4 x 2 рекята) Тахаджуд3 |

1 Според шиитите се изпълнява в двойки от по два рекята.

2 Изпълняван е ежедневно от Мохамед (според суннитите)

3 Ценен според шиитите

4 Заменя се от петъчната молитва, която се състои от два рекята

5 Според имам Ханифа Аср започва, когато: „сянката на един обект стане два пъти по-дълга от височината му (плюс дължината на сянката му в началото на Зухур)“. Аср приключва, когато Слънцето започне да залязва

6 Според шиитите, Аср и Иша нямат точно определени времена, но трябва се изпълнят следобед. Зухур и Аср трябва да се изпълнят преди залез, а времето за Аср започва веднага, след като се изпълни Зухур. Мгриб и Иша трябва да се изпълнят преди полунощ. Времето за Иша започва веднага след като е била изпълнена молитвата Магриб и продължава, докато още има светлина преди истинската вечер.

7 Според шиитите, тази молитва се нарича науфил

## Допълнителен намаз

### Петъчен намаз
Петъчната молитва (джумуа) се изпълнява групово на мястото на обедната молитва. Тя е задължителна за мъжете и по желание за жените. Състои се от церемонна хутба, след което се изпълняват два рекята задължителен (фарз) намаз.

### Дженазе намаз
Тази молитва се изпълнява на мюсюлмански погребения. Тя се различава от останалия намаз по това, че не се състои от рекяти. Вместо това се произнасят четири такбира, между които се чете сура Ал-Фатиха, молитва за пратениците Мухаммед, Ибрахим и техните семейства и дуа при погребение.

### Уитр
Уитр намаз е бил задължителен за Мохамед и пожелание за останалите. Изпълнява се между Иша и Фаджр. Броят на рекятите е от един до 11, по желание на молещия се.

### Йид
Йид или още Байрам намаз е задължителен и се изпълнява между Фаджр и Зухур след тържествена церемония в джамията. Състои се от два рекята, в началото на които се произнасят 7 такбира.

### Тахаджуд
Изпълнява се през нощта по желание. Състои се от неопределен брой рекяти, които се изпълняват по двойки.

## Предварителни изисквания
1. Изпълняващият молитвата да е чист. С други думи, да е в състояние на абдест, гусул или таямум.
2. Изпълняващият молитвата да носи чисти и прилични дрехи.
3. Молещият се да покрие срамните места по тялото си.
4. Мястото, на което се изпълнява молитвата да е чисто.
5. Молещият се да е обърнат към Кааба.
6. Да е настъпило времето за отслужване на съответната молитва.

## Групова молитва
Молитвата в група (джамаа) носи повече социална и духовна полза от самостоятелната молитва. Когато се молят в група, молещите се подреждат в прави успоредни редици зад избрания имам, като всички гледат в посока на Кааба. Обикновено за имам се избира този, който има най-добри познания относно исляма. В първия ред зад имама е желателно да има друг посветен човек и ако имама сбърка, бива поправен от този (или тези) зад него. Молитвата протича както нормално, а молещите се следват движенията на имама.
Когато молещите са мъже и жени, обикновено за имам се избира мъж. Когато молещите са само жени и деца, се избира жена за имам.
Когато се молят заедно мъже, деца и жени, обикновено в първите редици са мъжете, следвани от децата и жените. Има и друга формация – редиците на мъжете и жените да са една до друга, разделени от завеса или нещо друго, което да послужи за разделител.